# Wilson Benge
George Frederick „Wilson“ Benge (1. März 1875 in Greenwich, London –  1. Juli 1955 in Hollywood, Kalifornien) war ein britischer Schauspieler.

## Leben
Wilson Benge spielte von 1922 bis zu seinem Tod im Jahr 1955 in rund 200 Hollywoodfilmen mit, wobei die meisten seiner Rollen eher klein waren. Üblicherweise wurde er in der Rolle des britischen Butlers oder anderer Bediensteter besetzt, etwa als Platzanweiser, Türsteher oder Kellner. Er trat mehrfach mit Laurel und Hardy sowie in der Sherlock-Holmes-Reihe mit Basil Rathbone auf. Ergänzend zu seiner Filmarbeit war er auch Theaterschauspieler und -regisseur.

## Filmografie (Auswahl)
- 1922: Robin Hood
- 1923: Die Zehn Gebote (The Ten Commandments)
- 1925: Alias Mary Flynn
- 1926: The Clinging Vine
- 1926: The Midnight Message
- 1926: Alles Schwindel (The Cheerful Fraud)
- 1927: Das vierte Gebot (The Fourth Commandment)
- 1927: König der Könige (The King of Kings)
- 1927: Laurel und Hardy – Die Rache des Raubmörders (Do Detectives Think?)
- 1927: Der einsame Adler (The Lone Eagle)
- 1928: Laurel und Hardy: Der beleidigte Bläser
- 1929: Queen Kelly
- 1929: Untamed
- 1929: Bulldog Drummond
- 1930: Madam Satan
- 1930: The Bat Whispers
- 1930: Raffles
- 1931: Vor Blondinen wird gewarnt (Platinum Blonde)
- 1931: Five and Ten
- 1932: So Big
- 1932: Unholy Love
- 1932: Laurel und Hardy – Gelächter in der Nacht (Scram!)
- 1933: Zwillings-Ehemänner (Twin Husbands)
- 1934: Die Schatzinsel (Treasure Island)
- 1934: Bulldog Drummond schlägt zurück (Bulldog Drummond Strikes Back)
- 1936: Zeit der Liebe, Zeit des Abschieds (Dodsworth)
- 1936: What Becomes of the Children?
- 1937: 100 Mann und ein Mädchen (One Hundred Men and a Girl)
- 1937: Der Prinz und der Bettelknabe (The Prince and the Pauper)
- 1937: Mein Leben in Luxus (Easy Living)
- 1938: Robin Hood, König der Vagabunden (The Adventures of Robin Hood)
- 1939: Mr. Smith geht nach Washington (Mr. Smith Goes to Washington)
- 1939: S.O.S. Feuer an Bord (Only Angels Have Wings)
- 1940: Stolz und Vorurteil (Pride and Prejudice)
- 1941: Die ewige Eva (It Started with Eve)
- 1941: Adventures of Captain Marvel (Filmserial)
- 1941: Die Falschspielerin (The Lady Eve)
- 1941: Blutrache (The Corsican Brothers)
- 1942: Atemlos nach Florida (The Palm Beach Story)
- 1944: Das Spinnennest (The Spider Woman)
- 1944: Ministerium der Angst (Ministry of Fear)
- 1944: Die Perle der Borgia (The Pearl of Death)
- 1944: Das Haus der Lady Alquist (Gaslight)
- 1944: Scotland Yard greift ein (The Lodger)
- 1944: The White Cliffs of Dover
- 1944: Tagebuch einer Frau (Mrs. Parkington)
- 1945: Tonight and Every Night
- 1945: Das Bildnis des Dorian Gray (The Picture of Dorian Gray)
- 1945: Gefährliche Mission (Pursuit to Algiers)
- 1946: Jagd auf Spieldosen (Dressed To Kill)
- 1946: Mutterherz (To Each His Own)
- 1946: Auf Messers Schneide (The Razor’s Edge)
- 1946: Hier irrte Scotland Yard (The Verdict)
- 1947: Angelockt (Lured)
- 1947: Liebe auf den zweiten Blick (Living in a Big Way)
- 1947: Queen of the Amazons
- 1948: Qualen der Liebe (A Woman’s Vegenance)
- 1948: Die drei Musketiere (The Three Musketeers)
- 1951: Königliche Hochzeit (Royal Wedding)
- 1951: Kind Lady
- 1952: Scaramouche, der galante Marquis (Scaramouche)
- 1953: Abbott und Costello gegen Dr. Jekyll und Mr. Hyde (Abbott and Costello Meet Dr. Jekyll and Mr. Hyde)
- 1955: Der scharlachrote Rock (The Scarlet Coat)